# Quatro Ases e Um Curinga
Os Quatro Ases e Um Coringa foram um conjunto vocal e instrumental brasileiro, formado no Rio de Janeiro. Ao lado dos Anjos do Inferno, foram o conjunto de maior sucesso na dita "era de ouro" do rádio brasileiro, principalmente nos anos 1940.
No começo, todos os seus integrantes eram de Fortaleza, Ceará: Evenor de Pontes Medeiros (8 de Dezembro de 1915 – 25 de Novembro de 2002), violonista e compositor; José de Pontes Medeiros (20 de Janeiro de 1921 – 29 de Novembro de 2005), violonista e cantor; Permínio Pontes de Medeiros (28 de Novembro  de 1919 - 7 de Novembro de 2000), gaitista e cantor; André Batista Vieira  (26 de Abril de 1920 - 5 de Maio de 1996), o Curinga, pandeirista, cantor e compositor; e Esdras Falcão Guimarães, o Pijuca (5 de Março de 1921 - 2 de Abril de 1988), violonista e cantor. André Batista foi substituído por Jorge José da Silva, o Jorginho do Pandeiro (depois integrante do Época de Ouro). Este posteriormente foi substituído por Nilo Falcão e Miltinho (ex-Anjo do Inferno).

## História
Em 1939, os irmãos Pontes de Medeiros, que estudavam no Rio de Janeiro, decidiram formar um quarteto vocal e instrumental juntamente com o amigo André Vieira, chamado de Melé. Depois de se formar em Química, dois anos depois, Evenor e os outros três viajam para Fortaleza, onde se apresentam no Ceará Rádio Clube com o nome de Bando Cearense. Foi então que se juntou a eles o violonista Esdras Guimarães, o Pijuca. Por sugestão de Demócrito Rocha, eles adotaram o nome de Quatro Ases e Um Melé. De volta ao Rio, entraram em contato com César Ladeira, diretor da Rádio Mayrink Veiga, que, satisfeito com a performance do quinteto, contratou-o para o horário nobre de sua emissora. Por sugestão de Ladeira, o grupo mudou o nome para Quatro Ases e Um Curinga, uma vez que melé era um termo desconhecido no Rio de Janeiro.
Por intervenção de João Dummar, diretor artístico do Ceará Rádio Clube, em 1941, o grupo foi contratado por Teófilo Duarte, então diretor da Rádio Tupi, onde também se apresentavam os Anjos do Inferno. No mesmo ano, realizaram, na Odeon, sua primeira gravação em disco, acompanhando Dircinha Batista nos sambas Ela disse que dá (Assis Valente) e Costela de cera (Linda Batista). O primeiro disco solo do grupo veio em novembro, também pela Odeon, com a marcha Os dois errados (Álvaro Nunes, Estanislau Silva e Nelson Trigueiro) e o samba Dora, meu amor (Curinga e Constantino Silva). Em 1942, obtiveram o primeiro grande sucesso com a marcha Viva quem tem bigode (David Nasser e Rubens Soares) e foram contratados para atuarem no Cassino Copacabana, onde trabalharam por quatro anos, até ser decretado o fechamento dos cassinos, durante o governo de Eurico Gaspar Dutra. No mesmo ano, participaram do filme Astros em desfile, de José Carlos Burle.
Em 1944, o grupo foi contratado por Victor Costa para apresentarem um programa na Rádio Nacional. Lá, o conjunto teve que assumir diversas novas facetas, passando a dramatizar e a contar histórias ao lado de atores. Participaram do emblemático programa Um milhão de melodias, apresentado por Paulo Gracindo e dirigido pelo maestro Radamés Gnattali.
O grupo marcou a história da Música Popular Brasileira em 1946, ao lançar o Baião (Humberto Teixeira e Luiz Gonzaga), gênero musical nordestino então desconhecido no resto do país, que se tornou uma coqueluche nacional e incentivou o interesse do público pela música nordestina, até então pouco divulgada.
Em 1950, eles passaram a gravar pela RCA Victor. Dois anos depois, André Vieira, o Curinga, se desligou do grupo, que continuou atuando sem ele até conseguirem um substituto. Depois disso, sucederam-se três Curingas: Jorginho do Pandeiro, Nilo Falcão e, por último, Miltinho. Nessa época, a carreira do grupo começou a declinar.
Em 1953, por desentendimentos com Victor Costa, o conjunto teve seu contrato com a Rádio Nacional cancelado. Eles então voltaram a atuar na Rádio Mayrink Veiga. Em 1955, eles passaram a gravar pela Mocambo e, no ano seguinte, pela Todamérica. Em 1960, gravaram um último disco pela Odeon, já em fim de carreira. Pouco depois, ainda lançaram dois últimos discos, sem maiores repercussões, pelo pequeno selo Marajoara, no qual gravaram o primeiro disco da série então lançada por aquela gravadora, com a marcha No tempo de Carlito (Victor Simon e Haroldo Lobo) e o samba Ela (Haroldo Lobo e David Raw). A última gravação do grupo foi o samba Turma da praia, de Haroldo Lobo e Peterpan, em disco que trazia no lado B o cantor Nilton Paz cantando uma marcha.
Em cerca de vinte anos de carreira, o grupo gravou 100 discos em 78 rpm, sendo 65 na Odeon, 33 na RCA Victor e dois na Marajoara, e participaram de seis filmes.

## Sucessos
- Baião, Humberto Teixeira e Luiz Gonzaga (1946)
- Boneca de pano, Assis Valente (1950)
- Cabelos brancos, Herivelto Martins e Marino Pinto (1949)
- Chega, chega, chegadinho, Lauro Maia (1948)
- Cigana feiticeira, Benedito Lacerda e Haroldo Lobo (1947)
- Derramaro o gai, Luiz Gonzaga e Zé Dantas (1950)
- Dezessete e setecentos, Luiz Gonzaga e Miguel Lima (1947)
- É com esse que eu vou, Pedro Caetano (1947)
- Eu vi um leão, Lauro Maia (1942)
- Eu vou até de manhã, Lauro Maia (1945)
- Mangaratiba, Humberto Teixeira e Luiz Gonzaga (1949)
- Marcha do caracol, Afonso Teixeira e Peterpan (1950)
- No Ceará é assim, Carlos Barroso (1942)
- O periquito da madame, Afonso Teixeira, Carvalhinho e Nestor de Holanda (1946)
- Onde estão os tamborins?, Pedro Caetano (1947)
- Pescador, Haroldo Lobo e Milton de Oliveira (1952)
- Sá Mariquinha, Evenor Pontes e Luiz Assunção (1947)
- Sambolândia, Pedro Caetano (1947)
- Siridó, Humberto Teixeira e Luiz Gonzaga (1948)
- Terra seca, Ary Barroso (1943)
- Trem de ferro, Lauro Maia (1943)
- Viva quem tem bigode, David Nasser e Rubens Soares (1942)
- Vozes da seca, Luiz Gonzaga e Zé Dantas (1953)

## Filmografia
- Está com Tudo (1952)
- Aviso aos Navegantes (1950)
- Esta é Fina (1948)
- Segura Esta Mulher (1946)
- Tristezas Não Pagam Dívidas (1943)
- Astros em Desfile (1942)